# Carboxihemoglobina

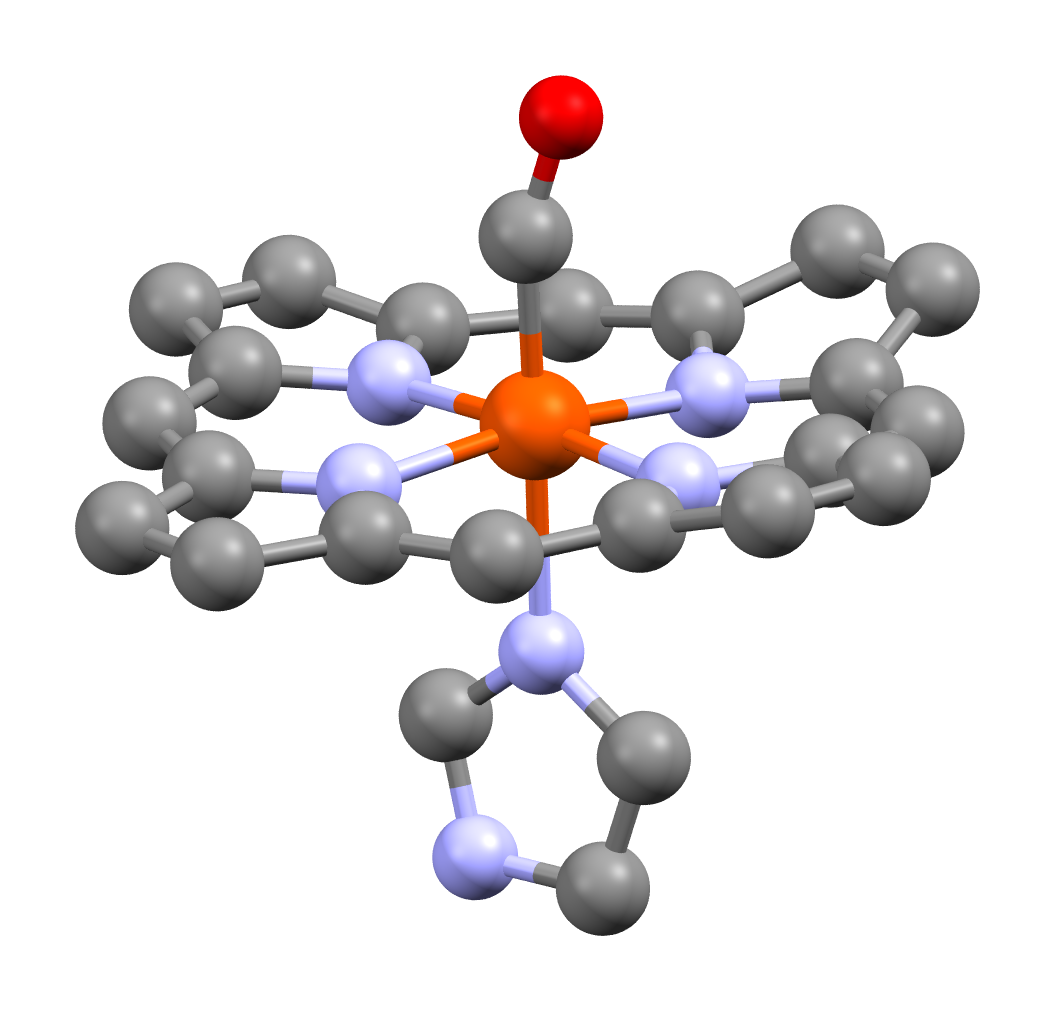
Carboxihemoglobina

La carboxihemoglobina (COHb) es una proteína, resultante de la unión de la hemoglobina con el monóxido de carbono (CO) el cual una vez en la sangre tiende a unirse de esta manera.
La hemoglobina presenta una mayor afinidad por el CO, aproximadamente unas 210 veces más, que por el oxígeno; desplazando a este fácilmente. A causa de la afinidad del monóxido de carbono por la hemoglobina, hay una formación progresiva de COHb; esta formación depende del tiempo que dure la exposición al CO, de la concentración de este gas en el aire inspirado y de la ventilación alveolar.
El CO es tóxico porque al formarse la carboxihemoglobina, ésta ya no puede captar el oxígeno. Esto provoca que exista menos hemoglobina disponible para transportar oxígeno desde los pulmones al resto del cuerpo. La COHb tiene una vida media en la sangre de 4 a 6 horas. La conversión de la mayoría de Hb a COHb causa la muerte - el término médico para describir esta patología se denomina carboxihemoglobinemia o intoxicación por monoxido de carbono.
Los síntomas de la intoxicación por CO son los de la hipoxia de cualquier clase o tipo, en especial cefalea y náuseas, pero hay poca estimulación de la respiración. El color rojo cereza de la COHb provoca que no se presente cianosis. La muerte se produce cuando del 70 a 80 % de la hemoglobina circulante se convierte en COHb. Los síntomas causados por la exposición crónica a concentraciones no letales de CO son los de daño cerebral progresivo, que incluye cambios mentales y a veces un estado similar al parkinsonismo.